# Matua valida
Matua valida är en spindelart som beskrevs av Forster 1979. Matua valida ingår i släktet Matua och familjen plattbuksspindlar. Inga underarter finns listade i Catalogue of Life.